# Arachis hassleri
Arachis hassleri es una especie de planta floral del género Arachis, categorizada en la tribu Dalbergieae, de la subfamilia Faboideae.

## Distribución
Especie nativa de América del Sur: Paraguay. Crece en el bioma subtropical.

## Taxonomía
Fue descrita por Krapov., Valls & C.E.Simpson.
Tratamiento taxonómico
La especie aparece registrada y publicada en Bonplandia (Corrientes) 14: 43 (2005).